# Shelly Island
Shelly Island était une île de sable qui a commencé à se former vers avril 2017 dans les Outer Banks de Caroline du Nord. Située au large de la pointe de Cape Point à Buxton, l'île a mesuré jusqu'à 1,6 kilomètre de long sur 150 mètres de large. Les habitants lui donnent le nom de Shelly Island en raison des grandes quantités de coquillages qu'on trouve sur ses rives. Le passage de l'ouragan Maria ampute sa surface de 70% et début 2018, l'île a disparu.

## Géographie

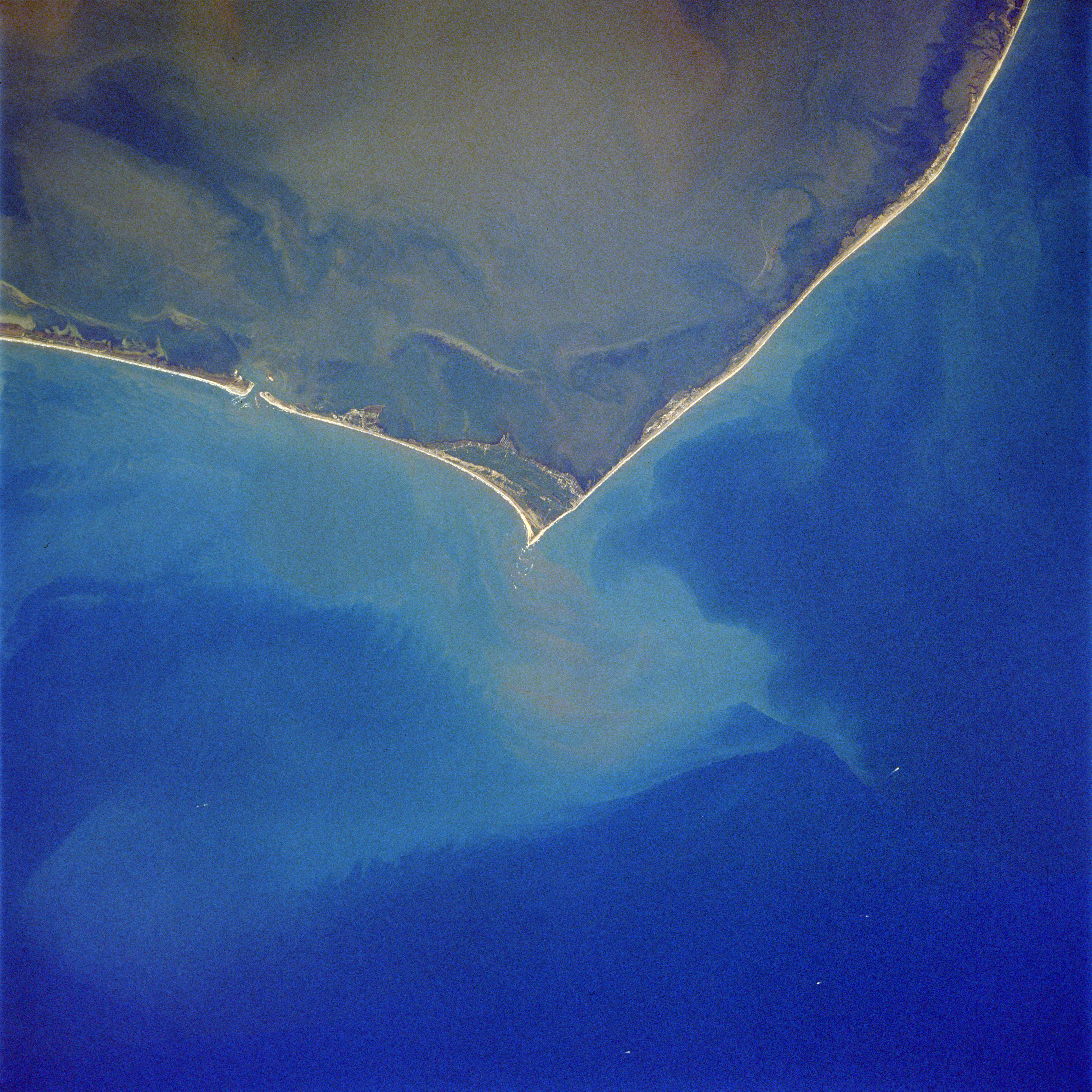
Photo de Cape Hatteras, avec Cape Point au centre (1989). L'île Shelly s'est formée juste à la pointe du cap.

L'île se situe à quelques centaines de mètres de l'île Hatteras, dans une zone où la profondeur de l'eau n'excède pas 1,5 mètre. Les alentours sont appelés le cimetière de l'Atlantique,. De petites masses terrestres apparaissent et disparaissent fréquemment dans cette région, mais l'île Shelly est remarquable par sa taille et par la vitesse à laquelle elle s'est formée. Une explication de sa formation réside dans l'absence de fortes tempêtes de nord-est l'hiver précédent, et par des vents plus fréquemment orientés du sud-ouest qu'habituellement, qui ont permis une accumulation locale de sable.
Même si les experts avertissent vite que l'île ne durerait probablement pas une année entière en tant que relief distinct, la question de sa juridiction de l'île est soulevée : elle dépend du comté de Dare, en Caroline du Nord, mais si les vents et courants la faisaient toucher l'île Hatteras, elle relèverait de la compétence fédérale et serait englobée dans le Cape Hatteras National Seashore. En septembre 2017, l'homme d'affaires Ken Barlow revendique la propriété de l'île.
Le 18 septembre 2017, l'île Shelly est reliée à la terre à marée basse, l'eau continuant de l'isoler à marée haute. Au cours des semaines suivantes, le canal  recommence à s'approfondir.
Fin septembre 2017, après le passage de l'ouragan Maria, la surface de l'île est amputée de 70% : la partie la plus proche de l'île Hatteras a fait jonction et un petit ovale de terre reste au large.
Des photographies de Landsat 8 prises le 16 février 2018 révèlent que l'île a complètement disparu, une partie de ses sables ayant fusionné avec Cape Point.

## Revendication de propriété
Ken Barlow, un homme d'affaires et résident de Mechanicsville, en Virginie, a revendiqué la propriété de l'île par un acte enregistré au comté de Dare le 7 août 2017. Il confirme sa revendication début 2018 bien que l'île semble disparue.